# Însurăței
Însurăței ist eine Kleinstadt im Kreis Brăila in Rumänien. 

## Lage
Însurăței liegt am Nordrand der Bărăgan-Steppe, im Nordosten der Walachischen Tiefebene. Die hier nordwärts fließende Donau befindet sich 20 km östlich, die Kreishauptstadt Brăila etwa 50 km nordöstlich.

## Geschichte
Însurăței ist eine relativ junge Siedlung, die nach verschiedenen Angaben zwischen 1760 und 1802 entstand. Die Gründung und die Erweiterung erfolgten planmäßig mit rechtwinklig angelegten Straßen. 1989 wurde Însurăței zur Stadt erklärt. Die wichtigsten Erwerbszweige sind die Landwirtschaft und der Handel.

## Bevölkerung

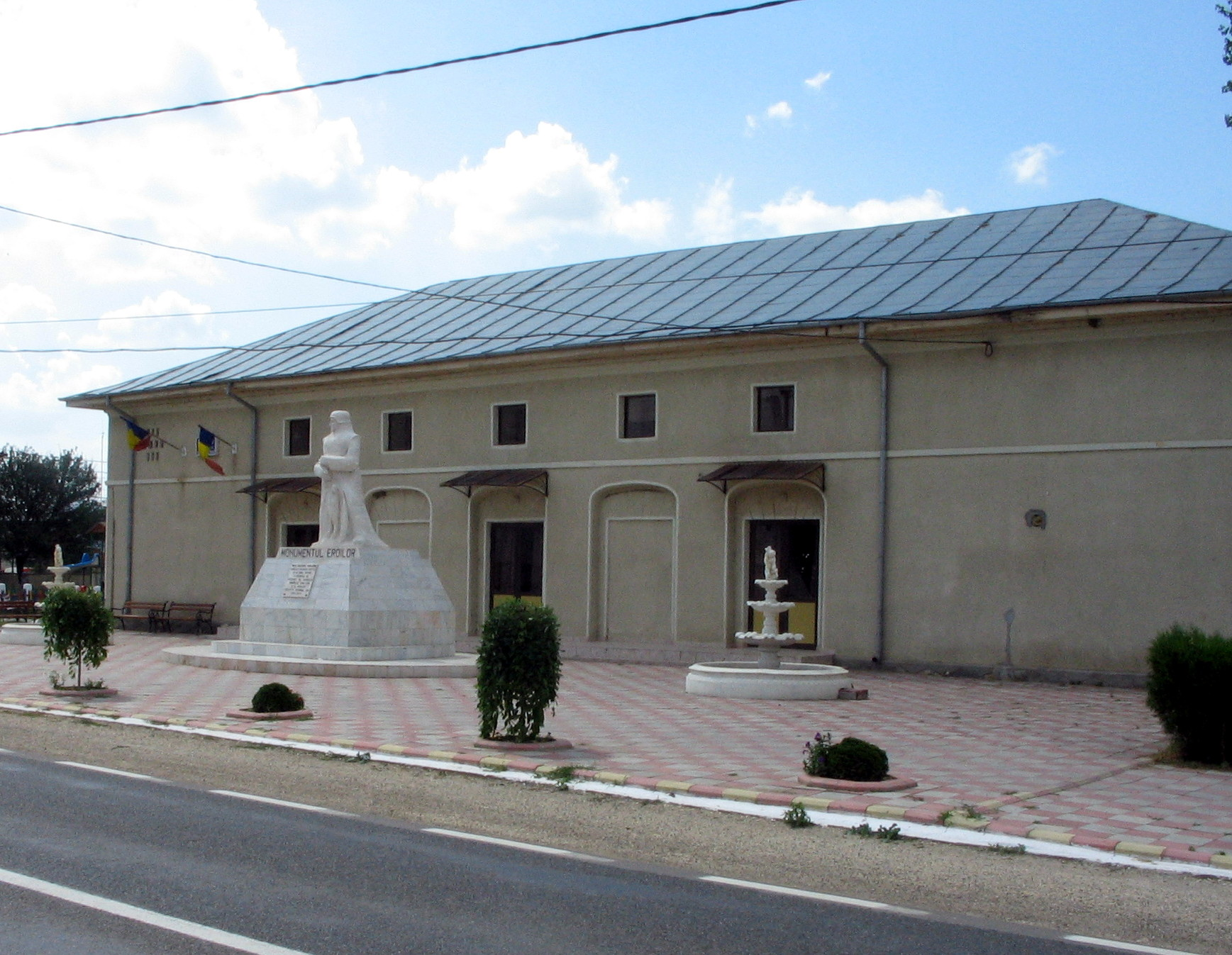
Rathaus in Însurăței

1930 wurden auf dem Territorium der heutigen Stadt etwa 5000 Einwohner registriert. Bei der Volkszählung 2002 lebten in Însurăței 7336 Personen, darunter 7169 Rumänen und 165 Roma. Etwa 6700 wohnten in der eigentlichen Stadt, die übrigen in den drei eingemeindeten Ortschaften.

## Verkehr
Însurăței verfügt über keinen Bahnanschluss. Durch die Stadt verläuft die Nationalstraße 21 von Brăila nach Călărași. Es bestehen regelmäßige Busverbindungen nach Brăila.

## Sehenswürdigkeiten
- Das Naturreservat Pădurea Viișoara
- Die Kirche Sf. Nicolae (19. Jahrhundert) im Ortsteil Lacu Rezii
- Das Steinkreuz (18. Jahrhundert) in Lacu Rezii